# Prix du Maroc du livre
Le prix au Maroc du livre est un prix littéraire créé le 27 septembre 1962 en vue de soutenir et de diffuser le livre marocain. 
La valeur du prix, augmentée en 1999, est de 70 000 dirhams ; les lauréats reçoivent également une attestation et un trophée.
Il comprend les genres suivants :
- le prix du Maroc de la littérature et des arts ;
- le prix du Maroc des sciences ;
- le prix du Maroc de la traduction[1].

## Liste des lauréats

### 1968
- Abdelhak Lamrini pour Al-Jaysh al-maghribi abra at-tarikh (« L'Armée marocaine à travers l'Histoire »)[2]

### 1971
- Mohamed El Alami pour Le Protocole et les Us et Coutumes au Maroc : Des origines à nos jours[3]

### 1979
- Sciences exactes et expérimentales : Jamal Bellakhdar pour Médecine traditionnelle et toxicologie ouest-saharienne[4]

### 1986
- Création littéraire : Réservé
- Critique littéraire et artistique : Mohamed Benchrifa
- Sciences humaines et sociales : Mohamed Kably
- Sciences exactes et expérimentales : Abdelhafid Lahlaidi

### 1987
- Création littéraire : Ahmed Mejjati
- Critique littéraire et artistique : Mohamed Miftah
- Sciences humaines et sociales : Larbi Mezzine
- Sciences exactes et expérimentales : Réservé

### 1988
- Création littéraire : Abdellah Raji
- Critique littéraire et artistique : Abdelfattah Kilito
- Sciences humaines et sociales : Omar Affa
- Sciences exactes et expérimentales : Réservé

### 1989
- Création littéraire : Abdellah Laroui
- Critique littéraire et artistique : Réservé
- Sciences humaines et sociales : Abdelali Ouadghiri et Mohamed Saïd Saadi
- Sciences exactes et expérimentales : Driss Bensari et Naïma Lamdouar Bouazzaoui

### 1990
- Création littéraire : Moubarak Rabii
- Critique littéraire et artistique : Mohamed Lamri
- Sciences humaines et sociales : Khalid Bensghir
- Sciences exactes et expérimentales : Tayeb Bennani et Adil Kabbaj

### 1991
- Création littéraire: Mohamed Zniber
- Critique littéraire et artistique : Réservé
- Sciences humaines et sociales : Hammou Nekkari et  Saâd Regragui
- Sciences exactes et expérimentales : Hourya Sinaceur et Assad Chaara, Layla Zniber

### 1992
- Création littéraire : Mohamed Bennis
- Critique littéraire et artistique : Réservé
- Sciences humaines et sociales : Réservé
- Sciences et technologie : Ahmed Zahour
- Traduction : Mohamed Chergui

### 1993
- Création littéraire :Abdelkrim Tebbal
- Critique littéraire et artistique : Yasmina Filali
- Sciences humaines et sociales : Ali Sedjari
- Sciences et technologie : Réservé
- Traduction : Driss Belemlih

### 1994
- Création littéraire :  Abdelkrim Ghallab
- Critique littéraire et artistique : Mohamed Miftah
- Sciences humaines et sociales : Hassan Jallab
- Sciences et technologie : Ahmed Akhdar Ghazal
- Traduction : Réservé

### 1995
- Création littéraire : Mohamed Sabbagh
- Critique littéraire et artistique : Réservé
- Sciences humaines, sociales et juridiques : Ahmed Moutawakil et Yahya El Yahyaoui
- Sciences et technologie : Wajih Maazouzi
- Traduction : Ibrahim el Khatib

### 1996
- Création littéraire : Abdelghani Abou Al Azm
- Critique littéraire et artistique : Mohamed Kaghat
- Sciences humaines, sociales et juridiques : Ali Ooumlil et Abdallah Laroui
- Sciences et technologie : Réservé
- Traduction : Hassan Manii

### 1997
- Création littéraire : Mohamed Azeddine Al Tazi
- Études littéraires et artistiques : Saïd Yaktine
- Traduction : Khalid Ben Sghir
- Sciences humaines, sociales et juridiques : Abd Al Hafid Belkadi et Abd Al kader Kaïwa
- Sciences et technologies : Jamal Bellakhdar pour La Pharmacopée marocaine traditionnelle[4]

### 1998
- Création littéraire : Ahmed Attawfik
- Études littéraires et artistiques : Mohamed Anqar
- Sciences humaines et sociales : EL Moukhtar Ben Abdellaoui
- Traduction : Fatima Mernissi
- Sciences et technologie : Prix non attribué

### 1999
- Création littéraire : Abdelkader Chaoui
- Études littéraires et artistiques : Ahmed Ziyyadi
- Sciences humaines, sociales et juridiques : Kamal Abd Allatif et Bennasser Al Bouazzati
- Traduction : Mohamed Ellouzi
- Sciences et technologies : Ismaïl Boujnane

### 2000
- Création littéraire : Miloudi Chaghmoum
- Études littéraires et artistiques : Ahmed El Yabouri
- Sciences humaines, sociales et juridiques : Ahmed Azami et Al Mustapha Chadli, ex aequo
- Sciences et technologie : Abd Al Malek Benabid
- Traduction : Ahmed Chahlane

### 2001
- Création littéraire : Idriss Meliani
- Études littéraires et artistiques : Mohamed Benamara et Hammad Berrada, ex aequo
- Sciences humaines, sociales et juridiques : Mohamed Hakki
- Sciences et technologie : Prix non attribué
- Traduction : Abd El Kabir Cherkaoui

### 2002
- Création littéraire : Ahmed Bouzfour et Wafaa El Amrani, ex aequo
- Études littéraires et artistiques : Ahmed El Madani
- Sciences humaines, sociales et juridiques : Mohamed Belfaqqih
- Sciences et technologie : Prix non attribué
- Traduction : Ibrahim Boutaleb

### 2004
- Sciences et technologie : Jamal Bellakhdar pour Le Maghreb à travers ses plantes[5]

### 2006
- Création littéraire : Hamza Ben Driss Ottmani et Zahra Mansouri, ex aequo
- Études littéraires et artistiques : Mohamed Dahi
- Sciences humaines, sociales et juridiques : Mina Mghari et Mustapha Naimi, ex aequo
- Traduction : Ahmed Abou Hassan[6]

### 2011
- Études littéraires et artistiques : Rachid Benhaddou, « Jamaliyat Albayn-Bayn »[7]
- Sciences humaines et sociales : Driss Chehhou, « Les équilibres forestiers environnementaux à l’ouest du Moyen Atlas » & Ahmed Sadki, « La problématique de l’existence dans la pensée d’Ibn Arabi : Recherche dans la phénoménologie de l’absence »[7]
- Traduction : Azeddine Khattabi, « La Philosophie politique du XIXe et XXe siècle » de Guillaume Sibertin-Blanc & Hassan Taïeb, « Qu’est-ce que l’histoire littéraire ? » de Clément Mouazan[7]
- Récit et narration : Omar Walqadi, « Al Ibhar Ila Ithaqa » & Mohamed Zahir, « Voix que je n’ai pas entendue »[7]
- Poésie : Hassan Nejmi, « Un mal comme l’amour »[7]

### 2017
- Poésie : Nabil Mansar, « Chanson du cygne » (en arabe)
- Récit et narration : Abdelkarim Jouiti, « Les marocains » (en arabe)
- Sciences humaines : Abdelaziz Tahiri, « L'Histoire et la mémoire » (en arabe) & Yahya Boulahia, « Les missions d'études au Japon et au Maroc » (en arabe)
- Sciences sociales : Abderrahim El Atri, « Sociologie du pouvoir politique » (en arabe)
- Études littéraires, linguistiques et artistiques : Mohammed Khatabi, « Le concept, la notion et le dictionnaire spécialisé » (en arabe)
- Traduction : Mohammed Hatimi et Mohamed Jadour, « Les origines sociales et culturelles du nationalisme marocain » d'Abdallah Laroui